# CPU-Z
CPU-Z는 컴퓨터 하드웨어 및 시스템 정보를 출력해 주는 유틸리티 소프트웨어이다. 윈도우 95 이후 모든 버전의 윈도우에서 작동되며 안드로이드에서도 구글 플레이에서 배포중이다. CPU, 메인보드 칩셋, 램 등의 하드웨어 정보를 알 수 있다. 출력 결과는 쉽게 클립보드나 다른 윈도 기반의 프로그램으로 보내 저장할 수 있다.

## 같이 보기
- CPUID
- 오버클럭킹